# Scandal (6.ª temporada)
A sexta temporada da série de televisão de drama americana Scandal foi encomendada em 3 de março de 2016 pela ABC. Começou a ser exibida em 26 de janeiro de 2017 nos Estados Unidos na ABC. A temporada inclui o 100º episódio da série, sendo o décimo episódio desta temporada. A temporada foi produzida pela ABC Studios, em parceria com a ShondaLand Production Company; a showrunner é Shonda Rhimes.
A temporada continua a história da empresa de gerenciamento de crises de Olivia Pope, Olivia Pope & Associates, e de seus funcionários, além de funcionários da Casa Branca em Washington, DC. A sexta temporada teve doze atores regulares, todos voltando da temporada anterior, dos quais seis fazem parte do elenco original de oito regulares da primeira temporada. A temporada continuou a ir ao ar no horário de quinta-feira às 21:00, o mesmo que na temporada anterior, mas foi exibida no meio da temporada de inverno devido à gravidez de Kerry Washington. A ordem dos episódios também foi reduzida de 22 para 16 como resultado da gravidez de Washington.

## Enredos
A temporada inteira é sobre o assassinato do presidente eleito Frankie Vargas. É revelado que sua esposa, Luna, estava por trás de seu assassinato porque ela queria poder. O final da sexta temporada termina com Mellie se tornando a primeira mulher presidente dos Estados Unidos. No final do mandato de Fitz, ele decidiu restabelecer um B613 e se tornar Comando, devido à manipulação de Rowan dele. Olivia o convence a não fazê-lo, porque ela acha que isso o destruirá. Depois, Mellie reserva uma porcentagem dos fundos do Pentágono em um fundo de emergência cego e usa esse dinheiro para restabelecer a B613. Olivia se torna Command no final da temporada e se considera a pessoa mais poderosa do mundo.

## Elenco e personagens
| - Kerry Washington como Olivia Pope - Scott Foley como Jacob "Jake" Ballard - Darby Stanchfield como Abigail "Abby" Whelan - Katie Lowes como Quinn Perkins - Guillermo Diaz como Diego "Huck" Muñoz - Jeff Perry como Cyrus Beene - Joshua Malina como David Rosen - Bellamy Young como Melody "Mellie" Grant - Portia de Rossi como Elizabeth North - Joe Morton como Rowan "Eli" Pope - Cornelius Smith Jr. como Marcus Walker - Tony Goldwyn como Fitzgerald "Fitz" Thomas Grant III | - Kate Burton como Sally Langston - George Newbern como Charlie - Ricardo Chavira como Francisco Vargas - Zoe Perry como Samantha Ruland - David Warshofsky como Theodore Peus - Tessie Santiago como Luna Vargas - Brian Letscher como Tom Larsen - Matthew Del Negro como Michael Ambruso - Khandi Alexander como Maya Pope - Paul Adelstein como Leo Bergen - Jessalyn Gilsig como Vanessa Moss - Saycon Sengbloh como Angela Webster - Phoebe Neidhardt como Meg Mitchell - Chelsea Kurtz como Jennifer Fields |

## Episódios
| N.º na série | N.º na temp. | Título                    | Dirigido por               | Escrito por                             | Exibição original       | Audiência (milhões) |
| --- | ------------ | ------------------------- | -------------------------- | --------------------------------------- | ----------------------- | ------------------- |
| 91 | 1            | "Survival of the Fittest" | Tom Verica                 | Shonda Rhimes                           | 26 de janeiro de 2017   | 7.62                |
| Os resultados das eleições presidenciais entre Mellie Grant e Francisco Vargas são anunciados; Francisco Vargas venceu. Mellie inicialmente se recusa a aceitar a derrota, mas finalmente percebe que deve ligar e conceder. Enquanto faz seu discurso de aceitação, Frankie é assassinado. Isso leva David a dizer a Fitz que, como Frankie e Cyrus não foram eleitos pela colégio eleitoral, Cyrus não é presidente, então Fitz deve escolher entre Cyrus e Mellie. Olivia suspeita que Cyrus tenha assassinado Frankie Vargas e Huck, Quinn e Charlie começam a procurar evidências. Ela visita o hospital e vê Cyrus parecendo desgrenhado, levando-a a dizer a Fitz que não suspeita mais de Cyrus. Ele diz a Cyrus que o está escolhendo para ser presidente e o anuncia na TV. Quinn, Charlie e Huck descobrem uma mensagem de voz de um voluntário da campanha de Vargas, alegando que Cyrus matou Frankie. Olivia visita Cyrus e diz que ela não vai parar até que ela possa provar que ele é culpado. |              |                           |                            |                                         |                         |                     |
| 92 | 2            | "Hardball"                | Allison Liddi-Brown        | Matt Byrne                              | 2 de fevereiro de 2017  | 6.54                |
| Olivia tem certeza de que Cyrus é responsável pelo assassinato de Frankie, mas a diretora do FBI, Angela Webster, diz que Cyrus não é suspeito. Quinn agora está noiva de Charlie, e Olivia diz a ela e Huck para continuar olhando para Jennifer Fields. Fitz faz com que Cyrus e Mellie venham ao Salão Oval para formar um compromisso. Cyrus pede que Mellie seja sua vice-presidente, mas Mellie se recusa. Quinn rouba alguns arquivos do FBI referentes ao caso de Frankie. Mellie diz a Olivia que ela está transando com Marcus, e Olivia a alerta sobre as intenções de Marcus. Marcus recebe o cargo de secretário de imprensa e Mellie fica chateada por Olivia ser a responsável por essa oferta. Mellie termina com Marcus, pensando que ele estava apenas com ela para um avanço político. Mellie imagina a vida no oval, depois vai ao escritório de Olivia para fazer uma trégua. Huck anuncia que encontrou algo no laptop de Jennifer Field. Olivia mostra a Fitz as filmagens de Cyrus e Frankie discutindo, onde Frankie diz a Cyrus quando eleito que ele pretende colocar Cyrus na cadeia. Olivia pergunta se a Casa Branca finalmente investigará Cyrus, e Fitz se prepara para fazer isso. |              |                           |                            |                                         |                         |                     |
| 93 | 3            | "Fates Worse Than Death"  | Scott Foley                | Mark Fish                               | 9 de fevereiro de 2017  | 6.22                |
| Fitz oferece um acordo para Cyrus. Olivia duvida da ascensão de Cyrus ao candidato à vice-presidência. Uma série de flashbacks revela o relacionamento bastante complicado de Frankie e Cyrus antes do assassinato de Frankie na noite da eleição, incluindo imagens de segurança de Frankie prometendo colocar Cyrus na prisão. |              |                           |                            |                                         |                         |                     |
| 94 | 4            | "The Belt"                | Tom Verica                 | Paul William Davies                     | 16 de fevereiro de 2017 | 6.06                |
| Uma revelação chocante sobre o paradeiro de Tom Larsen na noite das eleições pode frustrar as esperanças presidenciais de Mellie. Cyrus Beene é revelado como condenado pelo assassinato do presidente eleito Frankie Vargas e é levado para a prisão. Por outro lado, Huck encontra um novo interesse amoroso. Surgem dúvidas se Cyrus é realmente inocente ou não. |              |                           |                            |                                         |                         |                     |
| 95 | 5            | "They All Bow Down"       | Millicent Shelton          | Zahir McGhee                            | 9 de março de 2017      | 5.26                |
| O envolvimento de Jake no assassinato do presidente eleito Vargas e de Jennifer Fields é revelado em confissões dele, de sua esposa e em uma série de flashbacks. |              |                           |                            |                                         |                         |                     |
| 96 | 6            | "Extinction"              | Tony Goldwyn               | Chris Van Dusen                         | 16 de março de 2017     | 5.63                |
| É revelado quem realmente ficou por trás do assassinato de Vargas, o que garante a Eli que sua filha terá uma vitória garantida, mas precisa passar por decisões difíceis e possíveis arrependimentos antes de encobri-lo. |              |                           |                            |                                         |                         |                     |
| 97 | 7            | "A Traitor Among Us"      | Tom Verica                 | Alison Schapker                         | 23 de março de 2017     | 5.40                |
| Depois que o assassino de Frankie Vargas é revelado, Olivia pede que Huck mate Rowan. Huck encontra Rowan, que lhe diz a verdade, Olivia está em perigo. Huck começa a perceber que há um traidor entre eles e ele começa a confiar em ninguém. |              |                           |                            |                                         |                         |                     |
| 98 | 8            | "A Stomach for Blood"     | Oliver Bokelberg           | Severiano Canales                       | 30 de março de 2017     | 6.57                |
| Os eventos anteriores e na noite das eleições são vistos da perspectiva de Abby, com quem ela teve que lidar e o que levou a suas ações naquela noite; isso também revela uma sede de poder. |              |                           |                            |                                         |                         |                     |
| 99 | 9            | "Dead In the Water"       | Nicole Rubio               | Michelle Lirtzman                       | 6 de abril de 2017      | 5.10                |
| Depois que Meg atira em Huck e mata Jennifer, é revelado que ela está trabalhando com o grupo por trás do assassinato de Frankie, e tem Olivia sob vigilância. Huck acorda em uma mala de carro com uma Jennifer agora morta ao lado dele. Meg empurra o carro para dentro de um lago, encontra uma saída e nada até a praia. Charlie e Quinn encontram Meg em seu apartamento; Quinn a tortura para descobrir a localização de Huck, mas eles são bem sucedidos. Abby visita Olivia, que está com raiva desde que descobriu que Abby trabalhou com os responsáveis por matar Frankie e é responsável pelo desaparecimento de Huck. A OPA percebe que Huck provavelmente está com Jennifer, então eles rastreiam o telefone de Jennifer para encontrar Huck meio morto. Fitz aparece e consola Olivia. Ele a encoraja a perdoar Abby, mas ela não quer. Quinn está ao lado de Huck e está gritando com ele por entrar em perigo e quase morrer. Ele então acorda e eles dão as mãos enquanto Charlie está assistindo. |              |                           |                            |                                         |                         |                     |
| 100 | 10           | "The Decision"            | Sharat Raju                | Johanna Lee                             | 13 de abril de 2017     | 5.35                |
| Olivia é levada a se perguntar o que teria acontecido se ela não tivesse dito sim para fraudar a eleição. De repente, eles estão no avião em que planejavam fraudar Defiance, e Olivia diz que não, deixando o governador Samuel Reston para vencer a eleição. Olivia e Fitz se despedem no corredor do hotel e ela sai para D.C. Dois meses depois, Olivia tem cabelos naturalmente encaracolados e está trabalhando em um escritório em frente à loja. Ao sair de seu apartamento para um encontro com Leo Bergen, ela vê Fitz. Ele voou da Califórnia para dizer a ela que deixou Mellie. Ele pede para Olivia se casar com ele e ela diz que sim. Fitz e Olivia são felizes, mas a infelicidade logo se instala. Fitz está fazendo um programa de televisão chamado "The Grant Report". Cyrus é casado com Mellie e ele a empurra para concorrer à presidência. Mellie descobre o relacionamento anterior de Cyrus com James e pede um divórcio. De volta à linha do tempo atual, Olivia encontra Fitz na varanda, onde ela diz que está dentro. |              |                           |                            |                                         |                         |                     |
| 101 | 11           | "Trojan Horse"            | Jann Turner                | Jess Brownell & Nicholas Nardini        | 20 de abril de 2017     | 5.11                |
| O colégio eleitoral se reuniu para determinar o próximo presidente. Mellie quer continuar lutando, mas Olivia diz que, desde que Cyrus foi exonerado, ele merece ser presidente; ele é libertado mais tarde da prisão. Mellie faz um discurso de concessão, mas muda de ideia e decide continuar lutando pela presidência. Mellie tenta convencer Olivia a ajudá-la a continuar lutando pela presidência. Rowan adverte Olivia para parar de lutar por Cyrus, caso contrário ela continuará em perigo. Cyrus dá uma conferência de imprensa e diz que não merece ser presidente, mas fará o possível para defender o legado de Frankie. Os Peus e Roland estão com Mellie e Liz no escritório de Mellie, dizendo a Mellie que ela estará no comando, mas eles estarão no controle. Ruland bate na cabeça de Elizabeth com um taco de golfe, matando-a. Angela Webster informa Fitz que encontrou evidências contra Olivia e ele diz que ela só está indo atrás de Olivia por ciúmes. Fitz remove Angela da investigação e a transfere para fora do estado. Rowan é levado sob custódia da Casa Branca. Ele diz a Olivia que Rowan está sob sua custódia e o mostra sentado no Salão Oval, seguro.                   |              |                           |                            |                                         |                         |                     |
| 102 | 12           | "Mercy"                   | Nzingha Stewart            | Johanna Lee                             | 27 de abril de 2017     | 5.35                |
| Olivia visita Rowan, que está sob custódia, mas não se sente seguro. Assim, ele quer fugir para outro país - o que Fitz recusa. Peus visita Olivia e tenta obrigá-la a renunciar ao cargo de vice-presidente, caso contrário ele vazará fotos de Jake limpando o corpo de Elizabeth. Huck voa com um drone (potencialmente carregando uma bomba) para a Casa Branca, a fim de conseguir que o serviço secreto leve Mellie e Fitz para longe de Ruland. Abby e Ruland são colocadas em um bunker, enquanto Mellie e Fitz são levadas para uma sala onde Marcus, Cyrus, David, Olivia e Jake estão esperando. Olivia explica que o drone lhes dá tempo para descobrir como derrotar Peus e Ruland. Cyrus sugere um bilhete Grant-Beene, que Mellie abate. Eles pedem ajuda a Rowan, mas ele se recusa. Mellie e Marcus conversam, levando-a a oferecer a vice-presidência para Cyrus, que recusa. Enquanto estava no bunker com Abby, Ruland assiste à conferência de imprensa de Mellie, onde anuncia que Luna Vargas é sua nova vice-presidente. |              |                           |                            |                                         |                         |                     |
| 103 | 13           | "The Box"                 | Steph Green                | Raamla Mohamed & Austin Guzman          | 4 de maio de 2017       | 5.15                |
| Peus planta bombas em todo o país e diz que as desativará quando Samantha e Mellie estiverem de volta sob seu controle. Ele detona uma bomba enquanto está ao telefone com Olivia. Olivia e Fitz visitam Rowan, que acredita que não há república, e ele quer concorrer. Roland se oferece para contar tudo o que sabe em troca de um acordo de imunidade. David entrega a papelada para ela e ela revela que seu nome é realmente Grace. Olivia e Huck descobrem que Peus enviava uma caixa para Rowan todas as semanas após o assassinato de Frankie, que continha tijolos de 5 quilos. Ela diz a Fitz, e ele vai conversar com Rowan, que está bravo por Olivia ter escolhido Fitz em vez dele. Ele explica que uma cabeça humana pesa 5 quilos e toda vez que ele abriu uma caixa, ele temia ver a cabeça de Olivia dentro. Rowan conhece Samantha e rouba a arma de um agente do serviço secreto para que eles possam correr. Numa armadilha, Rowan e Fitz elaboram um plano para que Samantha os leve a Peus. Jake encontra Peus e atira nele, e Rowan esfaqueia Samantha até a morte com um dente de dinossauro.                                                                                             |              |                           |                            |                                         |                         |                     |
| 104 | 14           | "Head Games"              | Zetna Fuentes              | Chris Van Dusen & Juan Carlos Fernandez | 11 de maio de 2017      | 5.10                |
| Quinn está escolhendo um vestido para seu casamento com Charlie e Huck é sua dama de honra. Fitz dispensa Abby de seus deveres na Casa Branca, pois ele não confia nela. A OPA trabalha em um caso de crime de ódio, no qual o réu está pedindo perdão presidencial. O réu é acusado de linchar alguém. Huck e Quinn examinam o crime de ódio enquanto Olivia vai encontrar Rowan para jantar. Olivia tenta convencer o pai a ficar em Washington para ter um relacionamento com ela, mas ele diz que o jantar é um adeus. Quinn vai ao Salão Oval e diz que Olivia não está mais fazendo seu trabalho, deixando Quinn para lutar pelo cliente. Jake encontra o apartamento de Ruland e que seu nome verdadeiro é Gertrude. Ela e Peus estavam trabalhando para outra pessoa, a mãe de Olivia. Mellie tenta fazer com que Marcus seja seu secretário de imprensa, mas ele se recusa e concorda em administrar a fundação de Fitz. Olivia deixa a OPA para Quinn e dá a Quinn seu escritório. |              |                           |                            |                                         |                         |                     |
| 105 | 15           | "Tick Tock"               | Salli Richardson-Whitfield | Zahir McGhee & Michelle Lirtzman        | 18 de maio de 2017      | 5.23                |
| David, Fitz, Olivia e Jake trabalham juntos para capturar Maya e colocá-la no Pentágono. Eles acham que ela está planejando um ataque à posse de Mellie, o que Maya nega. Olivia finge estar do lado de sua mãe para fazê-la revelar seu plano, mas Maya segue em frente, levando Olivia a estrangulá-la até Jake entrar e a impede de matar Maya. Olivia pede desculpas a Mellie por não tornar sua posse mais segura. Olivia libera sua mãe para descobrir quem planeja assassinar Mellie. |              |                           |                            |                                         |                         |                     |
| 106 | 16           | "Transfer of Power"       | Tony Goldwin               | Matt Byrne & Mark Fish                  | 18 de maio de 2017      | 5.23                |
| Olivia e Fitz comemoram sua última noite na Casa Branca fazendo sexo, apesar de Fitz não estar satisfeito por Olivia ter libertado Maya. Enquanto Mellie está em juramento, os Gladiadores descobrem que há um traidor no estrado e Olivia percebe que deve ser Luna Vargas. Fitz deixa Olivia e D.C. para administrar sua fundação em Vermont. Para evitar um escândalo que destruiria a nova presidência, Olivia obriga Luna a tomar algumas pílulas que simulam um ataque cardíaco ao invés de prendê-la. Olivia transfere o financiamento do governo para B613 e se torna O Comando, enquanto permanece como chefe de gabinete de Mellie. Olivia senta-se com Cyrus, eles discutem o envolvimento de Luna, Cyrus usa as mesmas frases que Luna fez para justificar a morte de Frankie, levando Olivia a perceber que Cyrus foi quem colocou a ideia de matar Frankie na cabeça de Luna. Ela também diz que o está nomeando para vice-presidente. |              |                           |                            |                                         |                         |                     |

## Produção

### Desenvolvimento
Scandal foi renovada para uma sexta temporada em 3 de março de 2016, pela ABC. A série continuou a ser exibida às quintas-feiras, no horário das 21h como na temporada anterior. A produção começou em julho, confirmada pelo produtor executivo Tom Verica. Depois que Kerry Washington anunciou que estava grávida novamente, a TVLine relatou que a ABC estava pensando em mudar a estréia do programa para a meia-temporada. Além disso, a ordem dos episódios para a sexta temporada foi reduzida de 22 para 16 episódios. Durante a apresentação inicial anual da ABC em maio, foi anunciado que Scandal estrearia durante a meia temporada, após uma série de outono da nova série Notorious. A produção começou em 13 de julho de 2016, com diretor e produtor executivo Tom Verica anunciando que a equipe estava procurando locais de filmagem. A leitura do roteiro para a estréia foi em 26 de julho de 2016, com as filmagens começando logo depois. Um trailer foi lançado em 1 de novembro de 2016 no YouTube. Um trailer oficial da sexta temporada foi lançado pela ABC em 3 de novembro de 2016. A temporada começou a ser exibida em 26 de janeiro de 2017. Um pôster promocional foi lançado pela ABC em 29 de novembro de 2016. Em 10 de fevereiro de 2017, a ABC anunciou que a série havia sido renovada para a sétima temporada. Mais tarde foi anunciado que seria a temporada final.

### Roteiro
Ao falar sobre o enredo da campanha presidencial no programa, a showrunner Shonda Rhimes falou com o The Hollywood Reporter sobre o personagem Fitzgerald Thomas Grant III não ser mais presidente. Ela disse: "Não posso contar nada disso, mas existe um plano. Tony não vai a lugar nenhum; aonde ele iria ?!". Outros membros do elenco expressaram sua opinião sobre o próximo arco de Grant sem a presidência. Tony Goldwyn, o ator que interpreta Fitz, comentou "Ele ficará muito mais feliz como pós-presidente do que como presidente". Jeff Perry, no papel de Cyrus Beene, disse que "eu adoraria que nosso programa inventasse um grande papel para um presidente depois que ele estiver fora do cargo, que reverberaria de volta ao mundo real". A produtora executiva Betsy Beers expressou sua empolgação com o fato de o personagem fazer "o que quisesse". Outros membros do elenco compararam o próximo passo de Fitz com os ex-presidentes dos EUA, Jimmy Carter e Bill Clinton.

### Casting

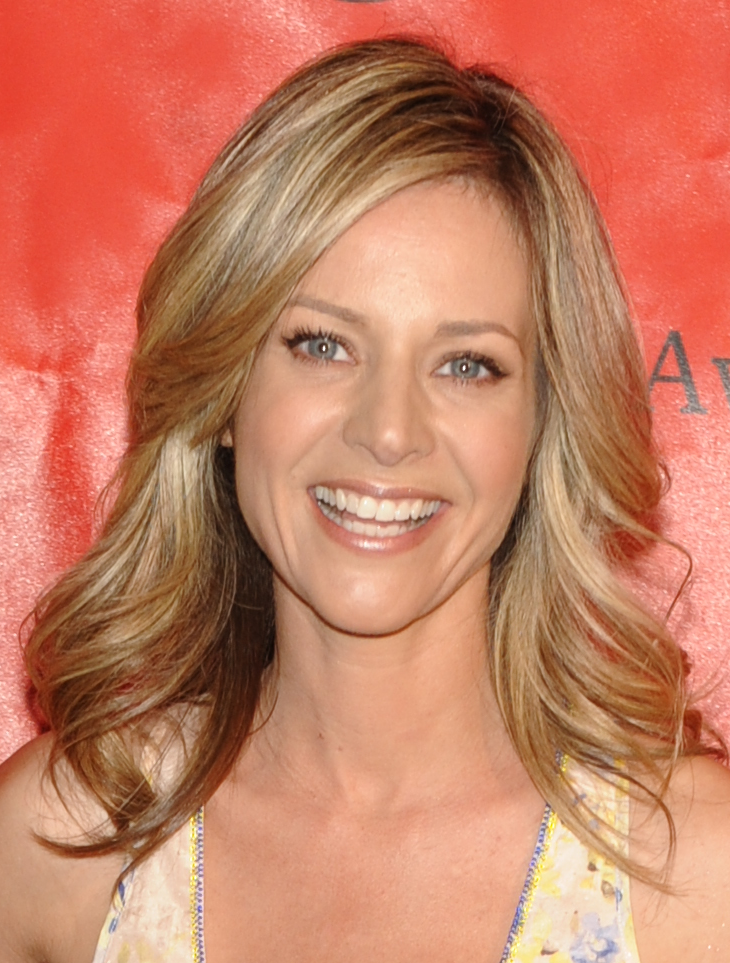
Jessalyn Gilsig substituiu Joelle Carter como Vanessa Moss.

A sexta temporada teve doze atores recebendo papel regular, com todos eles retornando da temporada anterior, seis dos quais parte do elenco original da primeira temporada. Kerry Washington continuou a desempenhar seu papel de protagonista da série, Olivia Pope, uma ex-diretora de comunicações da Casa Branca com sua própria empresa de gerenciamento de crises. Darby Stanchfield interpretou Abby Whelan, a secretária de imprensa da Casa Branca, Katie Lowes interpretou Quinn Perkins e Guillermo Diaz interpretou Huck, o problemático técnico que trabalha para Olivia. Cornelius Smith Jr. continuou seu papel como ativista e diretor de comunicação da OPA Marcus Walker. Jeff Perry interpretou Cyrus Beene, chefe de gabinete da Casa Branca. Portia de Rossi interpretou Elizabeth North, a chefe de gabinete da vice-presidente. Joshua Malina desempenhou o papel de David Rosen, o procurador-geral. Bellamy Young continuou a atuar como senadora Melody "Mellie" Grant, que foi expulsa da Casa Branca por Fitz, e depois se juntou à campanha presidencial para presidente. Tony Goldwyn continuou a representar o Presidente Fitzgerald "Fitz" Thomas Grant III. Scott Foley interpretou Jake Ballard um ex-agente B613 e mais tarde o chefe da NSA.
A TVLine anunciou em 6 de agosto de 2016 que Jessalyn Gilsig, ex-Glee, substituiria Joelle Carter como Vanessa Moss, esposa de Jake Ballard. Entertainment Weekly anunciou em 5 de dezembro de 2016 que a filha de Jeff Perry, Zoe Perry, havia sido escalada para um papel recorrente na sexta temporada. Foi anunciado em 20 de abril de 2017 que Portia de Rossi deixaria o programa depois que sua personagem fosse morta no décimo primeiro episódio.

## Lançamento em DVD
| The Complete Sixth & Seventh Seasons - The Final Two Seasons                                          |                      |                      |                           |                           |                           |
| Detalhes do conjunto                                                                                  | Detalhes do conjunto | Detalhes do conjunto | Características Especiais | Características Especiais | Características Especiais |
| - 34 Episódios - Áudio em inglês (Dolby Digital 5.1 Surround) - Legenda em inglês, espanhol e francês |                      |                      |                           |                           |                           |
| Datas de lançamento                                                                                   |                      |                      |                           |                           |                           |
| Região 1                                                                                              | Região 1             | Região 1             | Região 2                  | Região 2                  |                           |
| 28 de agosto de 2018                                                                                  |                      |                      |                           |                           |                           |